# Kawagoe (Saitama)
La ciudad de Kawagoe (川越市; -shi) es una ciudad que se encuentra en Saitama, Japón.
Según datos de 2003, la ciudad tiene una población estimada de 333.621 habitantes y una densidad de 3.056,26 personas por km². El área total es de 109,16 km².
La ciudad fue fundada el 1 de diciembre de 1922.

## Ciudades hermanadas
- Offenbach am Main desde 1983
- Salem
- Autun desde 2002